# Robert Thornby
Robert Thornby (27 de marzo de 1888 – 6 de marzo de 1953) fue un director y actor cinematográfico de nacionalidad estadounidense, activo en la época del cine mudo. 
Nacido en la ciudad de Nueva York, dirigió un total de 75 filmes entre 1913 y 1927. También actuó en 48 producciones entre 1911 y 1930. Falleció en 1953 en Los Ángeles, California.

## Filmografía

### Director (parcial)
- When Ghost Meets Ghost
- Sandy and Shorty Work Together (1913)
- The Fortune Hunters of Hicksville (1913)
- The Passing of Joe Mary (1913)
- His Lordship Billy Smoke (1913)
- Sandy Gets Shorty a Job (1913)
- Daddy's Soldier Boy (1913)
- The Race (1913)
- Salvation Sal
- When Friendship Ceases
- The Outlaw (1913)
- Sleuths Unawares
- Bianca (1913)
- A Broken Melody (1913)
- Tangled Threads (1913)
- Our Children
- Little Kaintuck
- Back to Eden (1913)
- A Pair of Prodigals
- Her Faith in the Flag (1913)
- Quantrell's Son
- The Broken Doll (1914)
- Kids (1914)
- The Flirt (1914)
- A Woman's Power (1916)
- Little Billy's School Days
- Her Maternal Right
- The Crucial Test, codirigida con John Ince (1916)
- The Almighty Dollar (1916)
- The New South
- On Dangerous Ground (1917)
- Forbidden Paths (1917)
- A Kiss for Susie (1917)
- Little Miss Optimist
- The Hostage (1917)
- Molly Entangled
- The Fair Barbarian
- A Little Sister of Everybody
- Fallen Angel (1918)
- Rose o' the River (1919)
- Half a Chance (1920)
- The Fox (1921)
- The Trap (1922)

### Actor
- Beyond the Law, de Laurence Trimble (1911)
- The Indian Flute (1911)
- The Half-Breed's Daughter
- The Voiceless Message
- The Black Chasm, de Rollin S. Sturgeon (1911)
- A Girl of the West
- How States Are Made
- Sunset; or, Her Only Romance
- The Price of Big Bob's Silence
- The Star Reporter (1912)
- The Craven
- Sheriff Jim's Last Shot
- The Greater Love, de Rollin S. Sturgeon (1912)
- The Redemption of Ben Farland
- The Triumph of Right, de Rollin S. Sturgeon (1912)
- At the End of the Trail, de Rollin S. Sturgeon (1912)
- After Many Years, de Rollin S. Sturgeon (1912)
- The Curse of the Lake (1912)
- The Redemption of Red Rube, de Rollin S. Sturgeon (1912)
- The Fatherhood of Buck McGee
- The Ancient Bow
- A Wasted Sacrifice
- Bill Wilson's Gal
- Her Spoiled Boy
- When California Was Young, de Rollin S. Sturgeon (1912)
- Una of the Sierras
- Omens of the Mesa
- Natoosa
- The Better Man, de Rollin S. Sturgeon (1912)
- The Angel of the Desert
- The Winning Hand, de Rollin S. Sturgeon (1913)
- The Whispered Word, de Rollin S. Sturgeon (1913)
- A Corner in Crooks
- When the Desert Was Kind
- Bedelia Becomes a Lady
- After the Honeymoon, de R.S. Sturgeon (1913)
- The Power That Rules
- The Sea Maiden
- The Wrong Pair
- What God Hath Joined Together
- Sandy and Shorty Work Together
- The Fortune Hunters of Hicksville, de Robert Thornby (1913)
- The Passing of Joe Mary
- Sandy Gets Shorty a Job
- The Race (1913)
- When Friendship Ceases
- Sleuths Unawares
- Tangled Threads, de Robert Thornby (1913)
- A Pair of Prodigals
- Quantrell's Son
- The Return of Jack Bellew
- Sandy and Shorty Start Something
- Lost in the Studio
- Today, de William Nigh (1930)

### Guionista
- When California Was Young, de Rollin S. Sturgeon (1912)